# Ponětovice
Ponětovice jsou obec v okrese Brno-venkov v Jihomoravském kraji. Žije zde 448 obyvatel. Rozkládají se v Dyjsko-svrateckém úvalu. Obcí prochází železniční trať Brno – Brumov-Bylnice (Vlárská dráha). Autobusové spojení zajišťuje linka 710 IDS JMK. Na severním okraji obce se nachází Ponětovický rybník, napájený potokem Roketnice, oblíbený mezi sportovními rybáři a v zimě mezi bruslaři.

## Název
Na vesnici bylo přeneseno pojmenování jejích obyvatel, které původně znělo Podnietovici a bylo odvozeno od osobního jména Podnieta (v jehož základu bylo sloveso podnietiti). Význam místního jména byl "Podnietovi lidé". Po provedení pravidelné přehlásky ie > í znělo jméno Podnítovice, nářečně zkrácené na Podnitovice, které ukazují všechny písemné doklady od 15. do 17. století.  Od 17. století se v písemných dokladech objevuje další nářeční tvar Puntovice (německy Puntowitz). V roce 1924 byla jako úřední podoba názvu ustanovena Ponětovice podle nejstaršího písemného dokladu z roku 1306 (zapsáno zkomoleně jako Poruethouicze), který vznikl také v nářečí z původního Podnietovice.

## Historie
První písemná zmínka o obci nese datum 23. února 1306 (listina je uložena v Olomouci). V roce 1650 bylo v obci 17 domů (7 osídlených, 10 pustých). Nejstarší stavbou kromě kaple, která byla postavena roku 1824, je pravděpodobně část budovy č. 9 – trakt klenutých chlévů z roku 1838 (tehdy majetek – panský dvůr – hraběte Dietrichsteina). Od roku 1840 přešel do majetku rodiny hrabat Mitrovských (do roku 1919).
První oficiální číslování domů bylo v obci zavedeno v roce 1770, roku 1877 byla založena obecní veřejná knihovna, roku 1879 zachvátil velký požár šest selských usedlostí. V roce 1885–1887 postavena železniční dráha Brno – Vlárský průsmyk, v roce 1936 započata stavba druhé koleje, roku 1939 na ní byl zahájen provoz.
Roku 1924 proběhla elektrifikace obce. V roce 1937 byla v Ponětovicích první telefonní hovorna. Mezi lety 1976–1990 byly Ponětovice součástí Šlapanic.

## Obyvatelstvo
| 1869 | 1880 | 1890 | 1900 | 1910 | 1921 | 1930 | 1950 | 1961 | 1970 | 1980 | 1991 | 2001 | 2011 | 2021 |
| ---- | ---- | ---- | ---- | ---- | ---- | ---- | ---- | ---- | ---- | ---- | ---- | ---- | ---- | ---- |
| 230  | 265  | 272  | 303  | 300  | 343  | 379  | 351  | 372  | 363  | 343  | 313  | 298  | 377  | 419  |

## Pamětihodnosti
- Kaple svatého Jana Nepomuckého

## Archeologie
Na katastru obce v trati „Podíly“ (vymezené na severu železnicí Brno – Veselí nad Moravou, na východě silnicí Ponětovice – Kobylnice a na západě tokem Říčky) prokopal v roce 1936 Josef Poulík keltské pohřebiště ze střední doby laténské z přelomu 3. a 2. století př. n. l. s 35 žárovými hroby; lokalita náleží k nejvýznamnějším svého druhu v Česku.

## Sport
V Ponětovicích se hraje závodní kulečník. Ponětovice jsou už popáté mistry ČR.

## Galerie

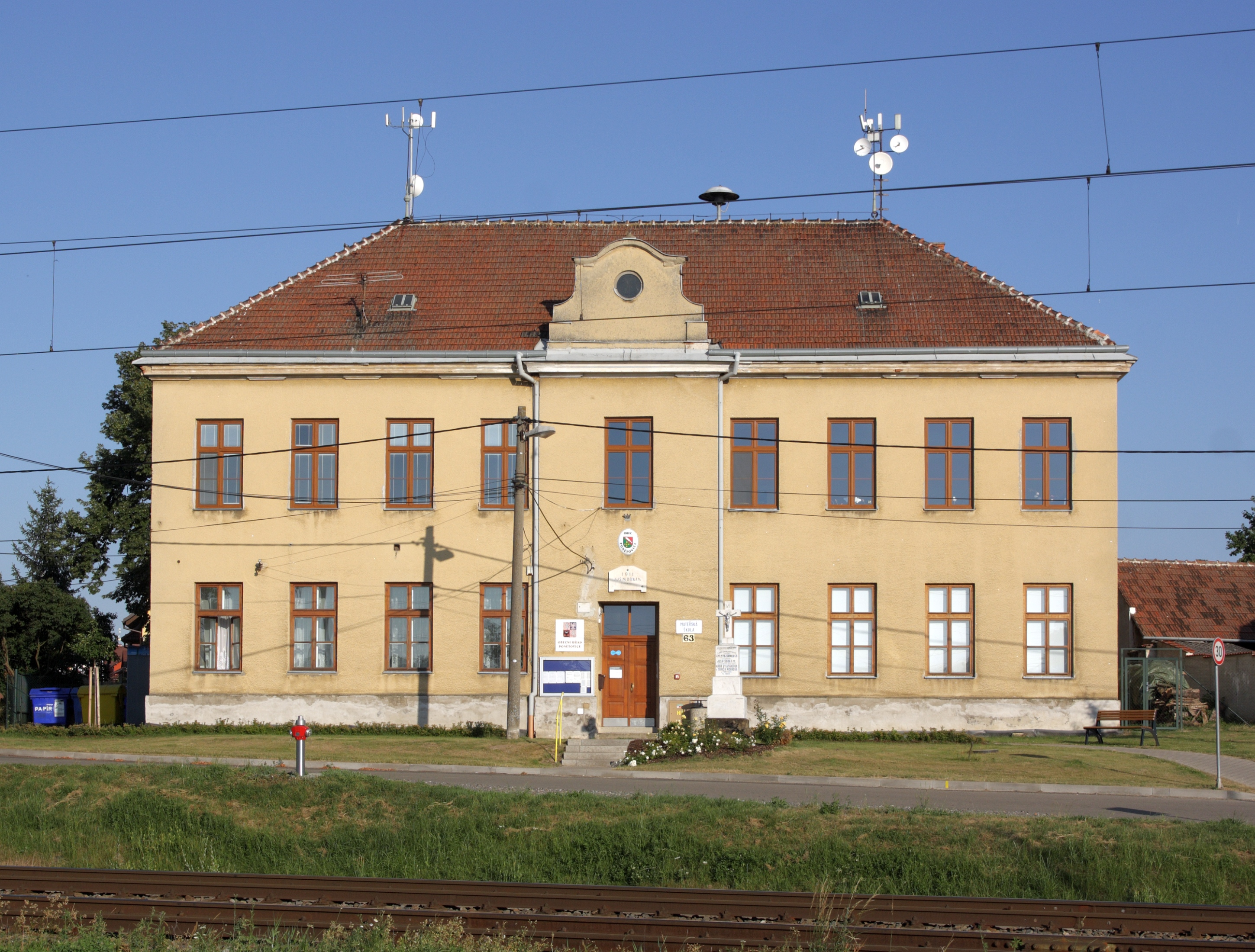
Obecní úřad a mateřská škola
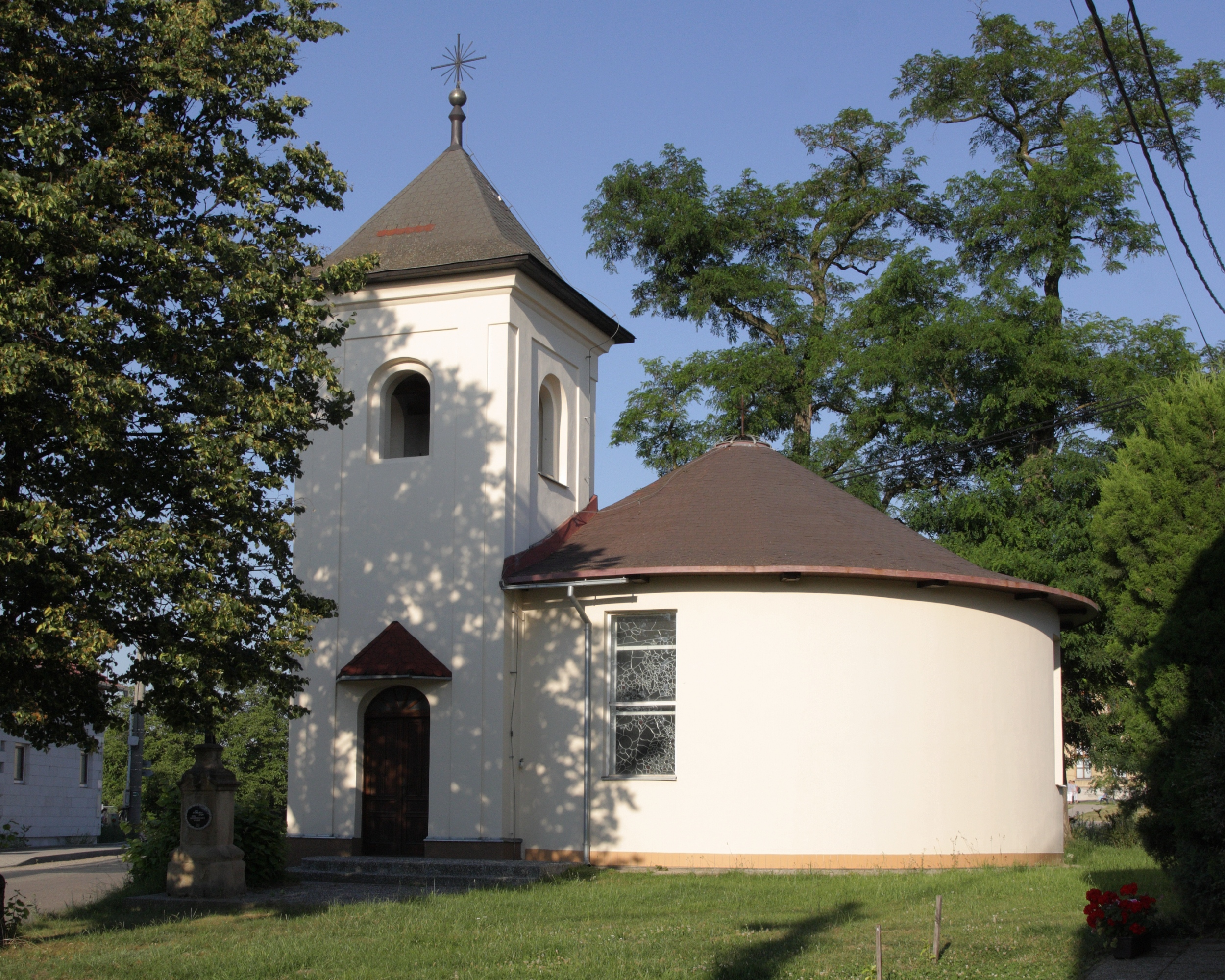
Kaple svatého Jana Nepomuckého
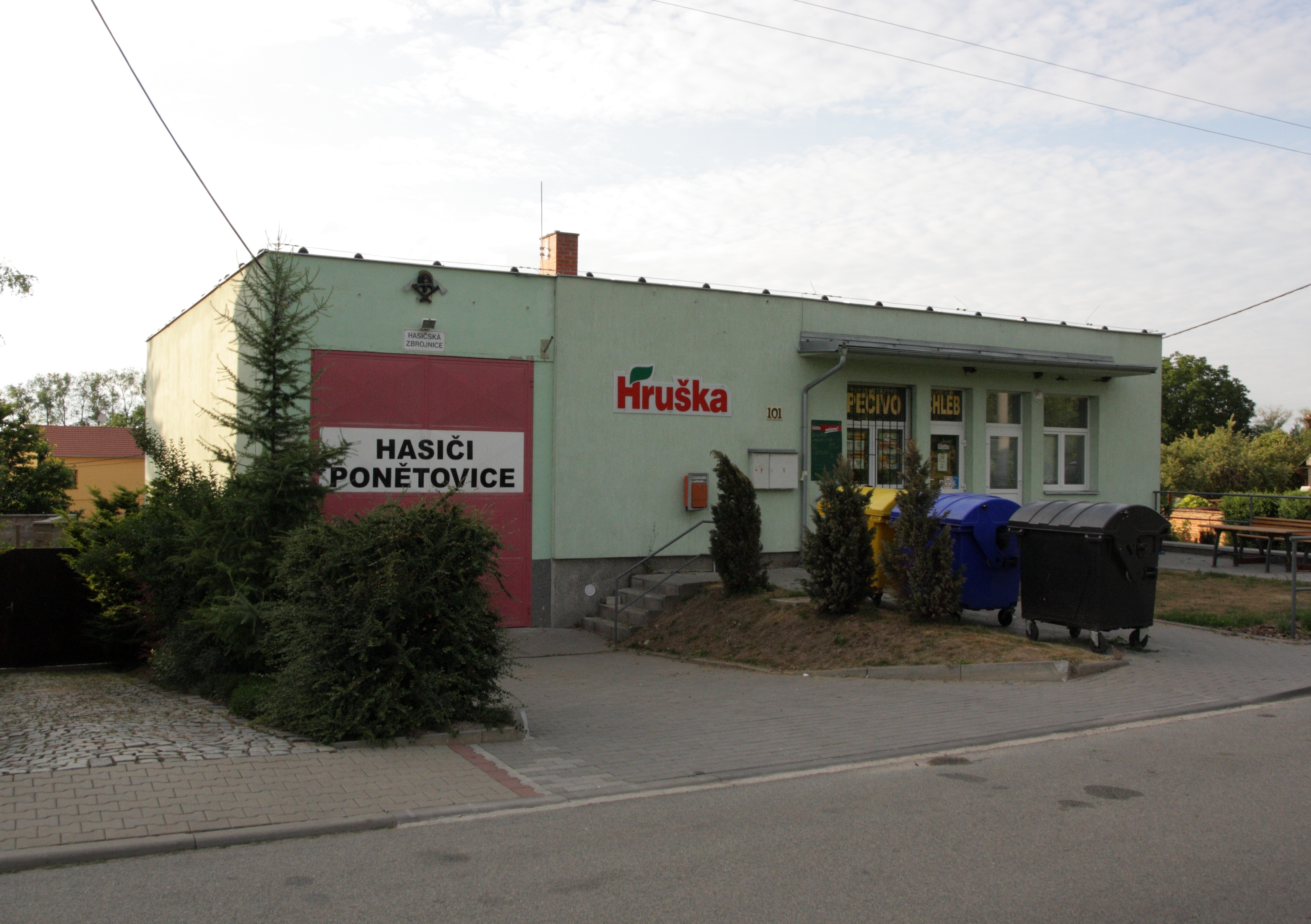
Hasičská zbrojnice a obchod
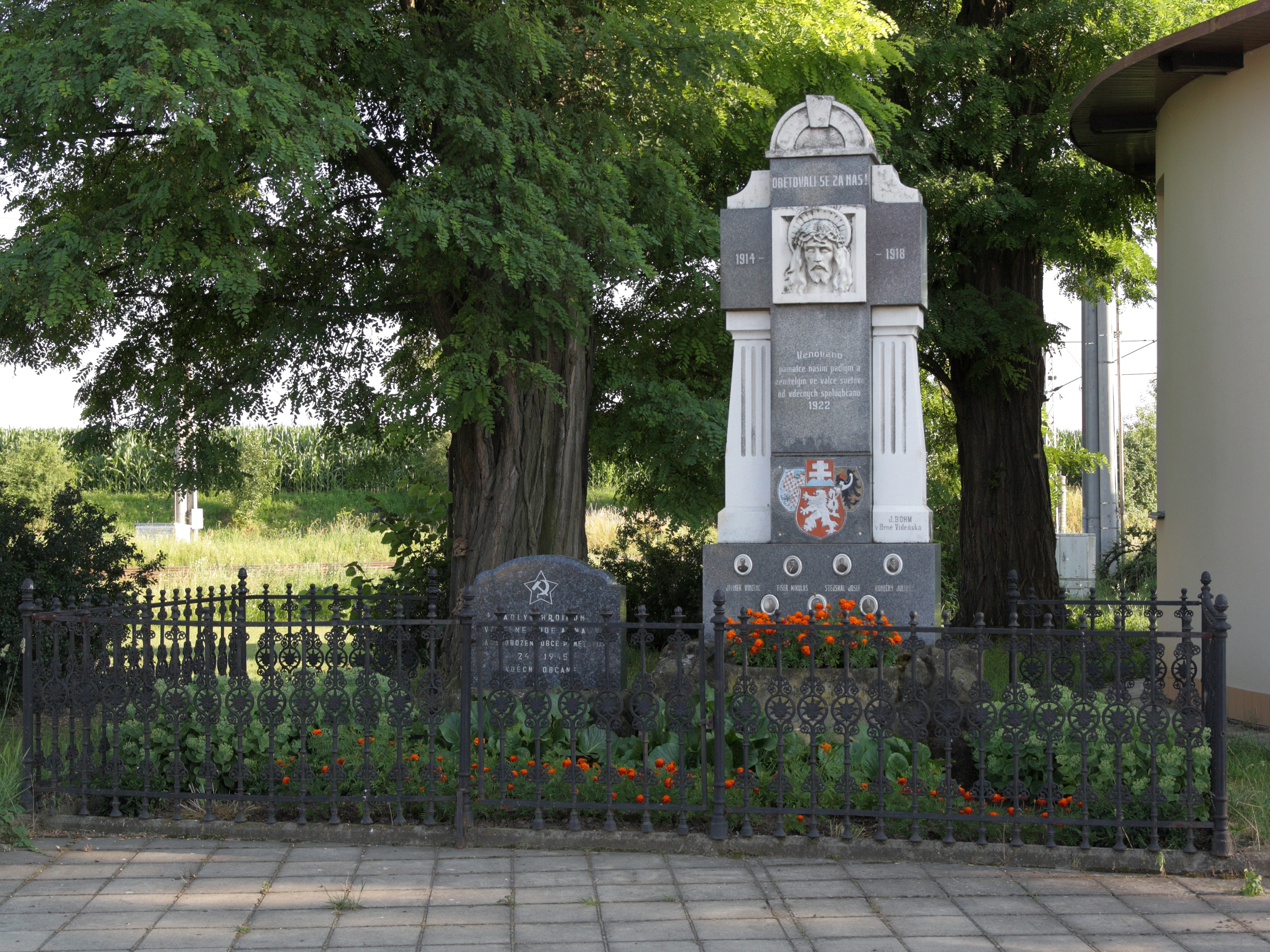
Pomníky padlým v 1. a 2. světové válce
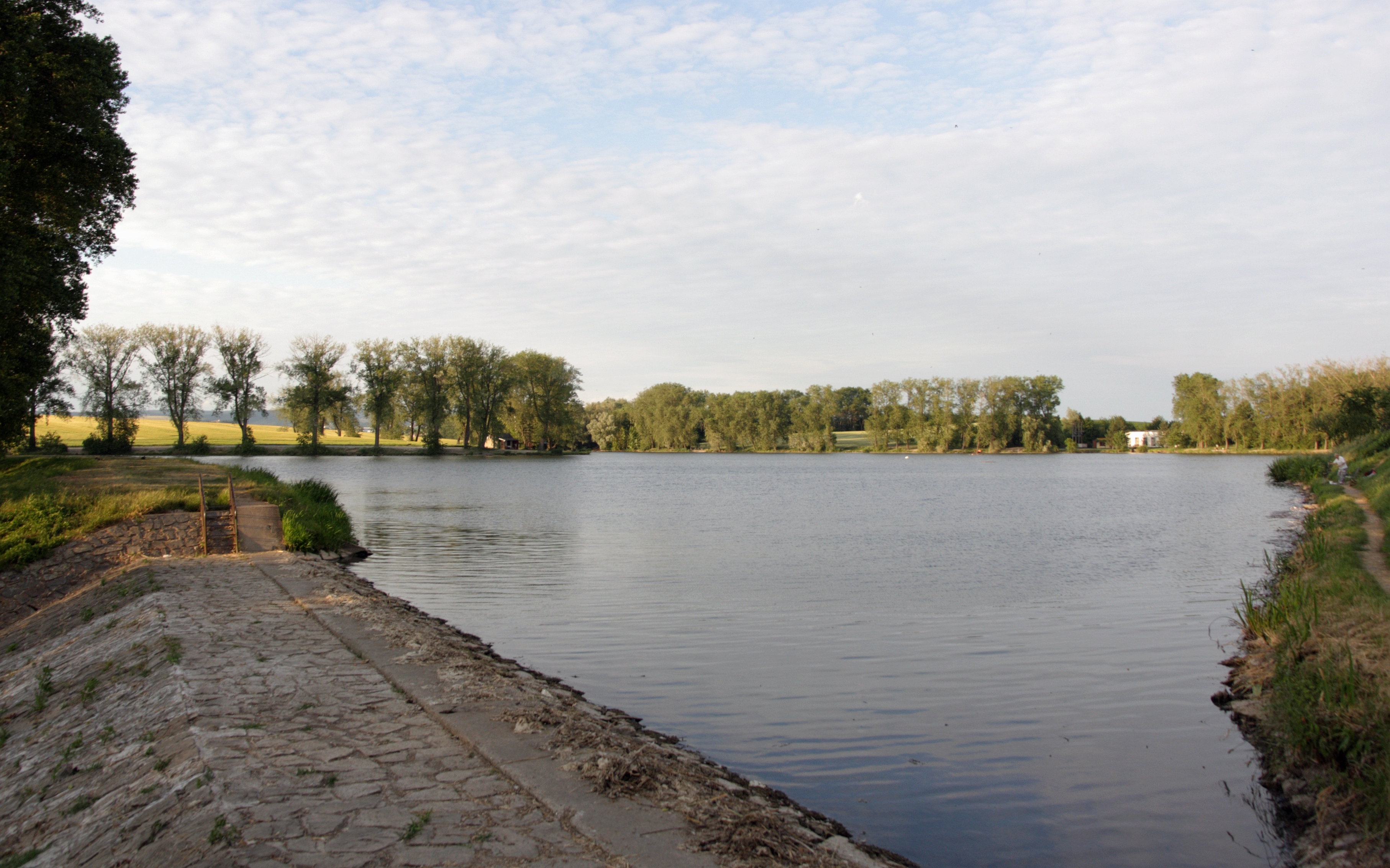
Ponětovický rybník